# Bettina Wagner-Bergelt
Bettina Wagner-Bergelt  (* 15. September 1958 in Nordrhein-Westfalen), Intendantin, künstlerische Geschäftsführerin, Tanzmanagerin, Kuratorin. Bis Ende 2022 Intendantin des Tanztheater Wuppertal Pina Bausch. und maßgeblich an der Konzeptionierung des Pina Bausch Zentrums  beteiligt. Nach Beendigung ihrer Intendanz in Wuppertal arbeitet sie in ihrer eigenen Agentur Concepts, Arts and Artists, berät verschiedene Staatstheater,  Ministerien und Kulturinstitutionen bei Berufungen und Projekten, arbeitet freiberuflich mit Künstlern wie Richard Siegal, Saar Magal, deufert&plitschke, Horst Konietzny, Simone Sandroni und andere. Sie schreibt für verschiedene Publikationen wie TANZ, Bauhaus 2024/2025 und das München Feuilleton. Sie war bis August 2017 stellvertretende Direktorin des Bayerischen Staatsballetts, von Oktober 2017 bis Februar 2019 Künstlerische Leiterin des Festivals Bauhaus100 (Eröffnung 13. Januar 2019 durch den Bundespräsidenten Frank-Walter Steinmeier) zum 100. Geburtstag des Bauhauses, der bundesweit gefeiert wurde. Dazu gab sie einen Film „Bauhaus heute“ bei Severin Vogl/Filmatelier München (Interviews Ulrike Wörner) in Auftrag, der einen Überblick über alle Bauhaus-Aktivitäten 2019 in 11 Bundesländern gibt.
Wagner-Bergelt wurde im November 2018 als Intendantin und künstlerische Direktorin ans Tanztheaters Wuppertal Pina Bausch berufen.; hier baute sie im Repertoire vor allem auf die lange nicht gespielten Klassiker der Anfänge Pina Bauschs in den 70er Jahren, wie Orpheus und Eurydike, Macbeth, Blaubart, Die sieben Todsünden, Kontakthof. Sie verjüngte das Ensemble durch Neuengagements und setzte die Weggefährten Pina Bauschs gezielt in Schlüsselwerken wie Sweet Mambo, Arien oder 1980 ein.
2022 gelang auf ihre entschiedene Initiative die Einrichtung einer Pina-Bausch-Professur an der Folkwang Universität der Künste in Essen. Die erste Inhaberin des Lehrstuhls 22/23 ist Marina Abramovic.

## Berufliche Laufbahn
Sie begann ihre Theaterlaufbahn 1981 am Theater am Turm, dem Theaterlabor für zeitgenössische performative Kunst bis zu seiner Abwicklung 2004 in Frankfurt am Main, als Dramaturgin und Mitglied des künstlerischen Leitungsteams. In dieser Zeit entschied sie sich, inspiriert durch die Arbeit William Forsythes an der Oper Frankfurt und Pina Bauschs in Wuppertal, sich in Zukunft mehr dem Tanz und seinen angrenzenden Disziplinen zu widmen.
1985 wurde Bettina Wagner-Bergelt Stellvertretende Leiterin der Abteilung Musik, Theater, Tanz im Kulturreferat der Landeshauptstadt München. Sie war verantwortlich für die Veranstaltungen der LH München am Kulturzentrum Gasteig. Dort spezialisierte sie sich auf Tanz, zeitgenössisches experimentelles Theater und Neue Musik. Sie gründete mit organisatorischer Unterstützung und auf Bitten des Referats das biennale Tanzfestival DANCE der LH München ab 1987 (sie kurierte die Festivals 1987, 89, 2008 und 2010) und arbeitete daneben für die Bayerische Staatsoper als Kuratorin des New Dance Festivals im Marstall, der Experimentierbühne der Bayerischen Staatsoper. Dort war sie auch als Beraterin für Tanz für die Experimentierbühne Der Marstall tätig.
1989 gründete Konstanze Vernon das Bayerische Staatsballett als Oper und Schauspiel gleichgestelltes Ensemble. Sie engagierte Bettina Wagner-Bergelt 1990 als Dramaturgin für den Aufbau des modernen Repertoires. Wagner-Bergelt legte in den folgenden Jahren den Grundstock für die späteren programmatischen Themenreihen Amerikanisches Programm mit den Pionieren der amerikanischen Moderne, Lucinda Childs, Twyla Tharp, Merce Cunningham, Aszure Barton, Richard Siegal u. a.; sie holte immer wieder Meisterwerke nach München wie Kylians Svadebka, Van Manens The Old Man And Me, Forsythes the second detail, Limb`s Theorem und Artifact, zuletzt das „Triadische Ballett“, Mary Wigmans „Le Sacre du Printemps“ und Pina Bauschs „Für die Kinder von gestern, heute und morgen“ und engagierte viele junge internationale Choreographen, die am Staatsballett ihre Deutschland-Debüts gaben, hier gefördert und in ihrer weiteren Karriere unterstützt wurden, wie Angelin Preljocaj, Ohad Naharin, Richard Siegal, Aszure Barton, Itzik Galili u. a.
Seit 1998 entstanden unter anderem die Choreographen-Porträts aus Werken von Mats Ek, Jiří Kylián, Hans van Manen und Neumeier, die sie 2015 mit dem Porträt Richard Siegals und 2018 mit Wayne McGregor abschloss. Wagner-Bergelt erarbeitete Spielzeitkonzepte wie TANZLAND DEUTSCHLAND (100 Jahre), Wer hat Angst vor Marius Petipa?, Very British usw., und förderte die Zusammenarbeit mit Choreographen der internationalen freien und etablierten Szene. Konzepte im Bereich Tanz und Bildende Kunst entstanden (u. a. 2006 Proliferation and Perfect Disorder von William Forsythe, kuratiert zusammen mit Bernhard Schwenk an der Pinakothek der Moderne; Zusammenarbeiten mit der Stadt. Galerie im Lenbachhaus und der Neuen Pinakothek); das Ballett-Labor erarbeitete Produktionen in Zusammenarbeit mit den städtischen DANCE-Festivals. Im April 2016 initiierte Wagner-Bergelt die erste externe Neueinstudierung eines Tanztheaterstücks von Pina Bausch Für die Kinder von gestern, heute und morgen (Prod. 2002). Nach Einzug des russischen Ballettchefs Igor Zelensky verließ sie in der Spielzeit 2016/17 nach 27 Jahren das Bayerische Staatsballett. Damit endeten auch prägende Programme des Staatsballett wie CAMPUS Staatsballett, die Zusammenarbeit mit DANCE, FOKUS TANZ u. v. m.

## CAMPUS-Education-Programm
1991 startete sie ein Programm zur Vermittlung von Tanz und Performance an Kinder und Jugendliche, das von 2006 bis 2017 unter dem Titel Campus – Kinder- und Jugendprogramm des Bayerischen Staatsballetts rangierte und mit unterschiedlichen gesellschaftlichen Gruppen und Künstlern unter dem Stichwort „Anders lernen mit Kunst“ zusammenarbeitete.
Projekte wie Das tanzende Klassenzimmer und Anna tanzt I–V, Heinrich tanzt I–VI und das Festival Think Big! wurden mehrfach ausgezeichnet, das Folgeprojekt Heinrich tanzt ging in den Tanzfonds-Partner der Kulturstiftung des Bundes 2013 ein. 2015 folgte die Zusammenarbeit mit der Altana-Stiftung und der Stiftung Nantesbuch im sogenannten „KulturTagJahr“. 2016 unterstützt die Art Mentor Foundation Lucerne ihre CAMPUS-Projekte, vor allem das Think Big Festival, das sie 2018 zusammen mit Simone Schulte-Aladag im Rahmen von Tanz und Schule kuratiert.

## Jurys, Kommissionen, Publikationen
Bettina Wagner-Bergelt schreibt für verschiedene Publikationen Buchbeiträge, hält Vorträge an der Evangelischen Akademie Tutzing und organisierte Ausstellungsprojekte im Kontext der Ballettproduktionen am Staatsballett.
Sie war Jurorin beim Philip Morris-Kunstpreis, für den „Münchner Tanzpreis“, Kunst im öffentlichen Raum der Stadt München, Tanzfonds Erbe und Kuratorin für das Münchner Kunstförderungsprojekt „Junge Kunst und neue Medien“. Sie war Jurorin für den Tanzfonds Erbe der KSB, den Fonds Bauhaus heute und ist Mitglied des Beirats für den Tanzkongress seit 2016. 2016 war sie mitverantwortlich für das Programm bei DEUTSCHLAND TANZT im Schloss Bellevue, einer Veranstaltung des ehemaligen Bundespräsidenten Joachim Gauck für die deutsche Tanzszene.
Wagner-Bergelt ist Mitglied im BBTK (Bundesdeutsche Ballett- und Tanztheaterdirektorenkonferenz), Vorstandsmitglied im BLZT (Bayerischer Landesverband für zeitgenössischen Tanz) und war bis 2018 im Vorstand des Dachverband Tanz Deutschland.

## Leben
Wagner-Bergelt wuchs mit drei Brüdern in Ost-Westfalen auf. Sie besuchte ein neusprachliches Gymnasium, studierte zunächst Humanmedizin und wechselte zu einem Magisterstudium in Germanistik, Film- und Theaterwissenschaft und Spanischer Literaturwissenschaft in Köln und Berlin. Bereits als Schülerin betrieb sie mit anderen ein kommunales Kino, organisierte ein performatives Programm und arbeitete mit Kindern aus Migrantenfamilien.
Sie ist seit 2006 Patin einer sechsköpfigen nigerianischen Familie und arbeitet in der Flüchtlingshilfe.
Bettina Wagner-Bergelt ist verheiratet mit Martin Bergelt und hat zwei Kinder.

## Auszeichnungen
- 2008 Preis der Kampagne „Deutschland – Land der Ideen“
- 2008 Preis „Kinder zum Olymp“ für Anna tanzt
- 2014 Irène-Lejeune-Tanzpreis
- 2015 Orden Chevalier de l`Ordre des Arts et des Lettres der französischen Regierung
- 2016: Tanzpreis der Landeshauptstadt München